# Zdeněk Richtr
Zdeněk Richtr (* 1956/1957?) je bývalý český celník a úředník, v letech 2001–2006 generální ředitel Generálního ředitelství cel Celní správy ČR.

## Kariéra
Vystudoval právo na Právnické fakultě Univerzity Karlovy v Praze.
V československé celní správě začal pracovat v roce 1977, působil v řadových funkcích na vnitrozemských i hraničních pracovištích. Vypracoval se do funkce ředitele Oblastního celního úřadu v Liberci, který vedl v polovině 90. let 20. století. Nejpozději od roku 1996 byl ředitelem Oblastního celního úřadu v Olomouci, respektive později Celního ředitelství v Olomouci. Od 1. června 2000 působil jako náměstek generálního ředitele Generálního ředitelství cel (GŘC) Celní správy České republiky se zaměřením na výkon služby. Po rezignaci generálního ředitele GŘC Marcela Kulendíka jej ministr financí Jiří Rusnok pověřil od 1. června 2001 výkonem této funkce, později byl jmenován řádným generálním ředitelem GŘC.
Ve funkci velitele celníků zůstal do konce roku 2006, kdy ho odvolal ministr financí Vlastimil Tlustý. Tento krok zdůvodnil osobní odpovědností Richtra za nezákonné postupy Celní správy pod jeho vedením při vymáhání nezaplacených daní za dovezené pohonné hmoty v kauze Bena (1998–2002). Počátkem roku 2007 se Richtr stal náměstkem ředitele Celního ředitelství v Plzni a od 1. června 2007 působil jako ředitel Odboru licenční správy na Ministerstvu průmyslu a obchodu České republiky. V této pozici pracoval ještě v roce 2018. V roce 2020 působil na témže ministerstvu jako poradce náměstka.